# Холмец (Закарпатская область)
Холме́ц (укр. Холмець) — село в Баранинской сельской общине Ужгородского района Закарпатской области Украины.
Население по переписи 2001 года составляло 901 человек. Почтовый индекс — 89444.

## СМИ

### Радиостанции[2]
- 87,9 МГц — Шлягер FM
- 88,9 МГц — Наше Радіо
- 91,6 МГц — П’ятниця
- 94,1 МГц — Мелодія FM
- 97,9 МГц — Kiss FM
- 100,9 МГц — Хіт FM
- 101,6 МГц — Закарпаття FM
- 102,4 МГц — Країна FM
- 103,0 МГц — Радіо "Промінь" / Тиса FM
- 104,1 МГц — Radio NV
- 104,7 МГц — Світ FM
- 105,2 МГц — Люкс FM
- 105,7 МГц — Радіо БАЙРАКТАР
- 107,2 МГц — Українське Радіо / Українське Радіо - Ужгород